# Extranjera (película)
Extranjera es una película dramática argentina-griega-polaca de 2007 dirigida por Inés de Oliveira Cézar. Se trata de una adaptación cinematográfica de la obra literaria trágica Ifigenia en Áulide escrita por el poeta griego Eurípides. Está protagonizada por Carlos Portaluppi, Agustina Muñoz y Eva Bianco. La película se estrenó mundialmente el 16 de febrero de 2007 en el Festival Internacional de Cine de Berlín, mientras que su estreno comercial en las salas de cines de Argentina fue el 3 de julio de 2008.

## Sinopsis
Un pueblo aislado de la civilización moderna ubicado en la zona desértica de Argentina sufre una sequía que parece ser interminable, por lo que el curandero del lugar ofrece a su hija como sacrificio para terminar con la anomalía climatológica. Ante esto, ella parece ser que acepta su destino y se lo transmite a su hermano menor.

## Elenco
- Carlos Portaluppi como Agamenón
- Agustina Munoz como Ifigenia
- Eva Bianco como Clitemnestra
- Aymará Rovera como Mujer del padre
- Agustín Ponce como Orestes
- Maciej Robakiewicz como el Extranjero
- Agustín Rittano

## Recepción

### Comentarios de la crítica
La película cosechó reseñas favorables por parte de los críticos. Diego Batlle de Otros cines expresó que la directora «concibe una película tan bella y fascinante como árida y exigente; un paso más hacia la consolidación de un estilo y un universo muy personal». Moira Soto de Página 12 escribió «Carlos Portaluppi, Eva Bianco y Agustina Muñoz aportan un peso emocional de alta densidad, con gran economía de gestos que se vuelve palpable».
En una reseña para Escribiendo cine, Ezequiel Obregón redactó que «Extranjera es interesante por la sugestión de sus imágenes y el modo en el que las situaciones se suceden (pre)anunciando lo trágico» y «resulta elogiosa la fotografía en high definition de Gerardo Silvatici». Deborah Young de Variety señaló que «toda atmósfera y ninguna historia hacen de Extranjero una película bastante aburrida, sin importar cuán curiosa sea la intención de Inés de Oliveira Cézar de adpatar la tragedia de Eurípides».

### Premios y nominaciones
| Lista de premios y nominaciones | Lista de premios y nominaciones | Lista de premios y nominaciones | Lista de premios y nominaciones      | Lista de premios y nominaciones | Lista de premios y nominaciones |
| Año                             | Organización                    | Categoría                       | Nominado/a(s)                        | Resultado                       | Ref(s)                          |
| ------------------------------- | ------------------------------- | ------------------------------- | ------------------------------------ | ------------------------------- | ------------------------------- |
| 2008                            | Premios Clarín                  | Mejor actor                     | Carlos Portaluppi                    | Nominado                        | [ 10 ]                          |
| 2008                            | Premios Sur                     | Mejor guion adaptado            | Sergio Wolf e Inés de Oliveira Cézar | Nominados                       | [ 11 ]                          |
| 2009                            | Premios Cóndor de Plata         | Mejor guion adaptado            | Sergio Wolf e Inés de Oliveira Cézar | Nominados                       | [ 12 ]                          |